# Colobio
El colobio o colobo era una especie de túnica.

## Descripción según laEnciclopedia Universal Ilustrada Europeo-Americana(Espasa)
Esta túnica se prolongaba hasta los pies, estrecha y sin mangas o, cuando las tenía, llegaban solamente hasta el codo.
Entre los romanos la usaban los hombres libres y después fue reservada exclusivamente a los senadores. Más tarde, llevaron este vestido los diáconos de la Iglesia, extendiéndose también a los solitarios y monjes. Los apóstoles usaron colobio en su vida apostólica; en la Basílica de los Santos Apóstoles de Roma se conserva el que vestía santo Tomás. 
Ordinariamente era de lino y solía estar adornado de unas bandas de púrpura, llamadas clavi y en la parte inferior y algunas veces también en el hombro, llevaba unos adornos, llamados calliculoe, que consistían en pequeños discos metálicos o de tela de diversos colores. Los más antiguos crucifijos, como el de Monza, están vestidos con colobio, sin mangas y con clavi.
Del colobio se originaron las dalmáticas, escapularios de los monjes y los roquetes sin mangas.

## Según otras fuentes

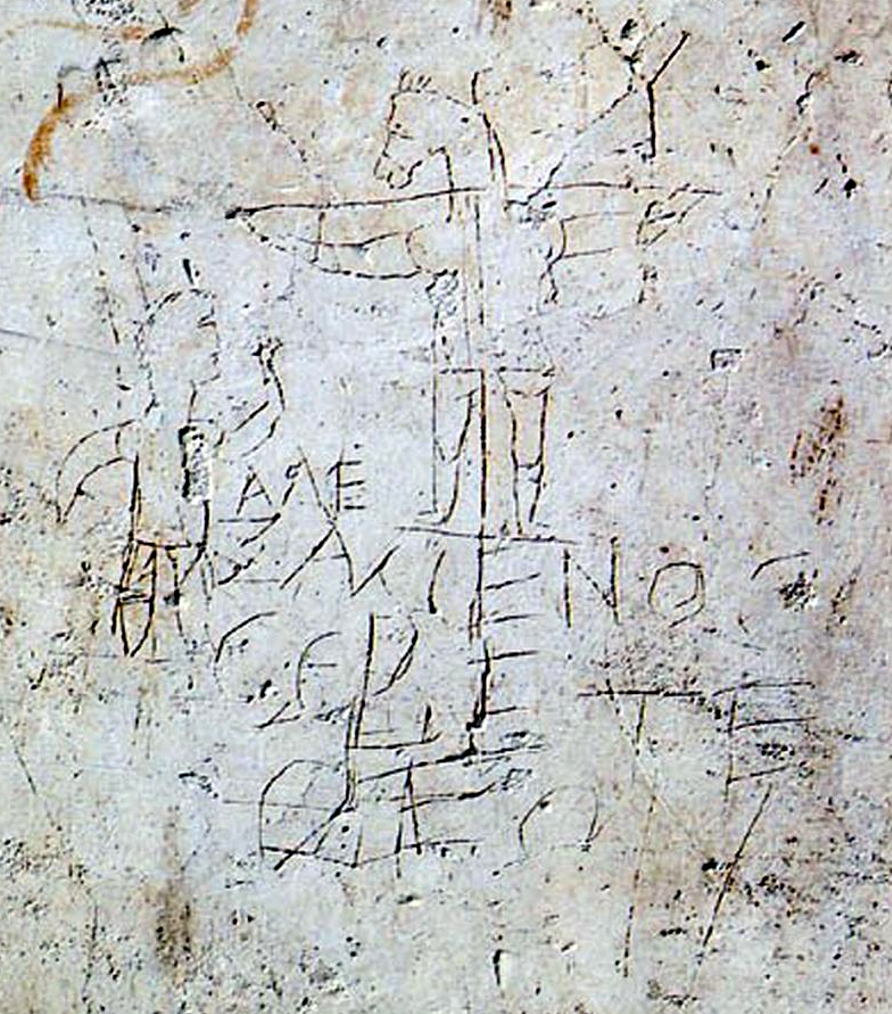
El grafito de Alexámenos.

En los primeros siglos cristianos el colobio romano (en latín colobium), corto y con mangas cortas o sin mangas, era una prenda de esclavos. El grafito de Alexámenos lo muestra como usado por un hombre crucificado con cabeza de burro y otro hombre que levanta una mano.